# Med fuld musik
Med fuld musik (også kendt som Fy og Bi-film 34) er en dansk komediefilm fra 1933. Filmen er instrueret af Lau Lauritzen Sr. efter manuskript af Lau Lauritzen Sr., Lau Lauritzen Jr. og Alice O'Fredericks, og med Carl Schenstrøm og Hans W. Petersen i hovedrollerne som Fyrtårnet og Bivognen.

## Handling
Oppe i tagetagen i et hus i storbyen finder vi en hel kunstnerkoloni. Her bor en forfatterinde, hvis korpus er af større omfang end hendes produktion. Her træffer vi en tunghør digter, der alligevel kan høre græsset gro, en kunstmaler, en billedhugger og andre kunstnere. Ingen af dem har overflod af mammon, men allesammen håber de på, at de en skønne dag vil slå igennem. Her oppe i "Den syvende himmel", som gangen kaldes, er der også andre prominente beboere, nemlig Fyrtårnet og Bivognen. De har indrettet et lille marketenderi og kommer på denne måde i livlig forbindelse med kunstnerkoloniens medlemmer.

## Medvirkende
- Carl Schenstrøm som Fyrtårnet
- Hans W. Petersen som Bivognen
- Aase Clausen som Aase
- Erling Schroeder som Poul
- Gerd Gjedved som Et moderne barn
- Christian Schrøder som Musikforlæggeren
- Finn Olsen som Et moderne barn
- Victor Cornelius som Kokken
- Olga Svendsen som Forfatterinden
- Christian Arhoff som Digteren
- Jørgen Lund som Maleren
- Kristian Møllback som Billedhuggeren
- Eigil Reimers som Bokseren
- Robert Schmidt som Fakiren
- Alex Suhr som Komponisten
- Holger-Madsen som Tjeneren
- Georg Philipp
- Axel Boesen
- Poul Reichhardt som Dansende ung mand
- Tove Wallenstrøm som Dansende ung pige
- Johan Jacobsen som Dansende ung mand
- Asbjørn Andersen som Betjent
- Lau Lauritzen Jr. som Mand på gaden